# Castagnole Piemonte
Castagnole Piemonte (Castagnòle in piemontese) è un comune italiano di 2 199 abitanti della città metropolitana di Torino in Piemonte.

## Geografia fisica
Castagnole Piemonte è oggi un comune che conta circa 2 200 abitanti, ha una superficie di 1750 ettari per la maggior parte coltivata e dista circa 25 chilometri a sud-ovest da Torino.
È attraversato da tre bealere ("ruscelli di campagna" in piemontese), le più importanti sono: l'Oitana a sud-est, la Fuga e l'Essa a nord, che segna il confine con il territorio di None;  fra le minori spicca l'Ologna, tributaria dell'Oitana e alimentata tutto l'anno da acque sorgive; si tratta inoltre di un'oasi naturale per anatre selvatiche, gallinelle d'acqua e qualche esemplare di airone.
Il comune è situato a 244 m sul livello del mare, quindi ha un territorio decisamente pianeggiante; ricco di acqua adatto alla coltivazione del frumento, del mais e al pascolo.

## Origini del nome
Il nome di Castagnole deriva da "castagna", come rappresenta lo stemma comunale che riporta un castagno sormontato da una corona con la scritta latina Non inter ardua montium ("Non tra le asperità dei monti").
Il determinante "Piemonte" è stato aggiunto nel 1864 con un regio decreto di re Vittorio Emanuele II per distinguerlo dagli omonimi centri delle Langhe e del Monferrato.

## Storia
Le prime tracce di insediamenti umani nel territorio castagnolese si hanno con un ritrovamento di un deposito di asce da lavoro risalenti all'era del "bronzo antico": siamo dunque intorno al 2000 a.C.
Il primo documento in cui si fa riferimento a Castagnole Piemonte è del 1037 e indica che il territorio era compreso nella contea di Torino.
I primi signori di Castagnole furono i vescovi di Torino, seguiti nel XIII secolo dai conti di Piossasco del ramo De' Rossi. Questo periodo fu il momento di maggior rilevanza storica per il nostro comune in quanto a Pietro, signore di Castagnole, furono assegnati il castello e il villaggio di Piobesi.
Nel 1500 risulta essere feudo dei conti di Piossasco e successivamente (intorno al XVIII secolo) passò in modo definitivo sotto la signoria dei Savoia.

### Simboli
Lo stemma storico si presentava: D'argento al castagno,  nodrito sulla pianura erbosa, fruttato d'oro, al naturale.
L'albero di castagno, ricco di frutti, è rappresentato anche nello stemma attuale, sullo sfondo di cielo, radicato su un prato erboso caricato in punta da fasce ondate d'azzurro e d'argento. Lo scudo sagomato è timbrato dalla corona muraria di Comune, ornato da due rami di palma legati sotto lo scudo da un nastro d'oro e accompagnato dalla lista con la scritta latina "Non inter ardua montium".
Il gonfalone è un drappo di azzurro.

## Monumenti e luoghi d'interesse
Degne di nota sono le opere dello scultore Amedeo Lavy, attivo presso la corte di re Carlo Alberto, tra cui l'altare dedicato a san Luigi e quello alla Madonna Assunta nella locale chiesa di San Rocco, e la statua in gesso della Consolata (copia di quella in argento che si trova a Torino nel santuario omonimo), nella chiesa di San Bernardino.

## Società

### Evoluzione demografica
Abitanti censiti

### Etnie e minoranze straniere
Secondo i dati Istat al 31 dicembre 2017, i cittadini stranieri residenti a Castagnole Piemonte sono 184, così suddivisi per nazionalità, elencando per le presenze più significative:
1. Romania, 120
2. Albania, 21

## Cultura

### Folclore
Le maschere che caratterizzano il carnevale castagnolese, traggono origine dalle figure e dai mestieri storici presenti nel comune come il Negossiant, ovvero il commerciante di bovini di Castagnole, e la Bela Filera, maschera femminile che trae origine da una delle più grandi filande seriche della zona (1750-1949).

### Cucina
Uno degli alimenti tradizionali di Castagnole è il cariton, una focaccia dolce ripiena di uva americana. L'alimento ha ricevuto una denominazione comunale d'origine da parte del comune.

### Biblioteca
A Castagnole Piemonte è presente la biblioteca comunale, intitolata a Lalla Romano dal 2014. Nata negli anni '70 come punto prestito, ha acquisito un suo patrimonio librario dal 2004.

## Economia
L'agricoltura è l'attività principale anche se, nell'ultimo decennio, si è sviluppata una realtà artigianale tecnologicamente all'avanguardia.
Un'altra risorsa di Castagnole è stata la Fornace per la costruzione di tegole e mattoni, i cui operai erano in grado di produrre ciascuno oltre 100.000 mattoni in una sola stagione.

## Amministrazione
Di seguito è presentata una tabella relativa alle amministrazioni che si sono succedute in questo comune.
| Periodo         | Periodo        | Primo cittadino    | Partito                          | Carica  | Note   |
| --------------- | -------------- | ------------------ | -------------------------------- | ------- | ------ |
| 21 ottobre 1988 | 17 maggio 1990 | Erminio Armando    | Democrazia Cristiana             | Sindaco | [ 11 ] |
| 17 maggio 1990  | 24 aprile 1995 | Erminio Armando    | lista civica                     | Sindaco | [ 11 ] |
| 24 aprile 1995  | 14 giugno 1999 | Sergio Nidola      | centro                           | Sindaco | [ 11 ] |
| 14 giugno 1999  | 14 giugno 2004 | Sergio Nidola      | lista civica                     | Sindaco | [ 11 ] |
| 14 giugno 2004  | 8 giugno 2009  | Costanzo Ferrero   | lista civica                     | Sindaco | [ 11 ] |
| 8 giugno 2009   | 26 maggio 2014 | Alessandro Filippa | lista civica                     | Sindaco | [ 11 ] |
| 26 maggio 2014  | 27 maggio 2019 | Mattia Sandrone    | lista civica Progetto Castagnole | Sindaco | [ 11 ] |
| 27 maggio 2019  | in carica      | Mattia Sandrone    | lista civica Progetto Castagnole | Sindaco | [ 11 ] |